# Centrolene peristictum
Centrolene peristictum è un anfibio anuro appartenente alla famiglia Centrolenidae endemico della Colombia e dell'Ecuador. I suoi habitat naturali sono le foreste umide montane tropicali e i corsi d'acqua. Si considera vulnerabile perché il suo habitat è sottoposto a antropizzazione progressiva.